# Zdzisław Sierpiński
Zdzisław Sierpiński (ur. 20 stycznia 1924 w Warszawie, zm. 20 lipca 2004 tamże) – polski dziennikarz i krytyk muzyczny, żołnierz Armii Krajowej, uczestnik powstania warszawskiego.

## Życiorys

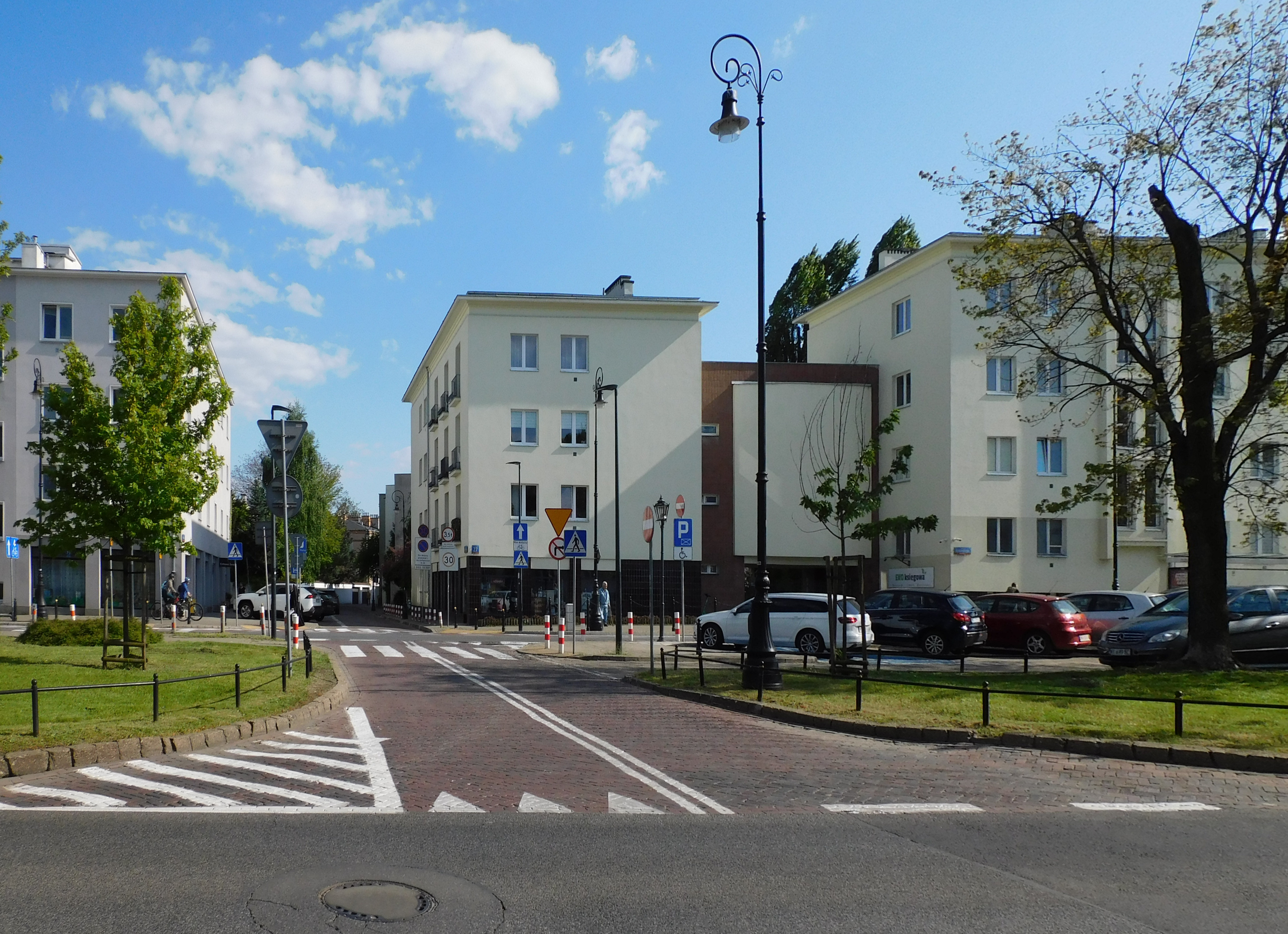
Skrzyżowanie ul. Krasińskiego z ul. Kochowskiego w Warszawie – miejsce, w którym Zdzisław Sierpiński oddał pierwsze strzały w dniu wybuchu powstania warszawskiego; widok współczesny

Od wczesnego okresu okupacji angażował się w działalność Państwa Podziemnego, m.in. wykonując wyroki śmierci orzeczone przez sądy podziemne.
Uczestniczył w powstaniu warszawskim w randze kaprala podchorążego, pod pseudonimem Marek Świda. W szeregach 226. plutonu 9 kompanii dywersji bojowej „Żniwiarz”, w dzielnicy Żoliborz na ul. Krasińskiego (koło skrzyżowania z ul. Kochowskiego), oddał pierwsze strzały w starciu z Niemcami 1 sierpnia 1944, ok. godziny 13:50, tuż przed wybuchem powstania o godzinie „W” (17:00). W wyniku tego starcia uznawany jest za człowieka, który rozpoczął powstanie.
Po wojnie ukończył socjologię na Uniwersytecie Warszawskim (1952). Był uczniem profesora Stanisława Ossowskiego i członkiem Klubu Krzywego Koła. Pisał także scenariusze do filmów o muzyce.
Od 1945 zajmował się dziennikarstwem. Przez ponad 50 lat był redaktorem muzycznym „Życia Warszawy”, krytykiem muzycznym, współpracownikiem radia i telewizji. Pisał artykuły w dwutygodniku „Ruch Muzyczny”, „Jazzie” i „Poradniku Muzycznym”. To on w połowie lat 60. na łamach „Życia Warszawy” zainicjował społeczną akcję w kierunku wykupienia zakopiańskiej willi „Atma” i urządzenia w niej muzeum Karola Szymanowskiego.
Został uhonorowany Krzyżem Kawalerskim Orderu Odrodzenia Polski, Złotym Krzyżem Zasługi, Medalem Komisji Edukacji Narodowej oraz złotą odznaką honorową „Za zasługi dla Warszawy”.
W 1998 roku powstał film dokumentalny o Zdzisławie Sierpińskim, pod tytułem Człowiek, który rozpoczął powstanie.